# Ronan Vibert
Ronan D. J. Vibert (Cambridge, 23 februari 1964 – Florida, 22 december 2022) was een Brits acteur.

## Biografie
Vibert werd geboren in Cambridge en groeide op in Penarth. Hij studeerde van 1983 tot en met 1986 aan de Royal Academy of Dramatic Art in Bloomsbury. 
In 1987 begon Vibert met acteren in een bijrolletje in de misdaadfilm Empire State, waarna hij diverse rollen speelde in films en televisieseries. 
Vibert stierf op 22 december 2022 op 58-jarige leeftijd in een ziekenhuis in Florida na een kort ziekbed.

## Filmografie

### Films
Uitgezonderd korte films.
- 2017 The Snowman - als Gunnar Hagen
- 2016 6 Days - als woordvoerder van M16
- 2014 Dracula Untold - als Simion
- 2013 Saving Mr. Banks - als Diarmuid Russell
- 2011 The Man who Crossed Hitler - als Walther Stennes
- 2010 The Last Seven - als Isaac Grainger
- 2010 Shanghai - als Mikey
- 2006 Tristan + Isolde - als Bodkin
- 2005 Beowulf & Grendel - als Thorkel
- 2004 Gladiatress - als Ceaser
- 2003 Frankenstein: Birth of a Monster - als Victor Frankenstein
- 2003 Lara Croft Tomb Raider: The Cradle of Life - als MI6 agent Calloway
- 2003 Peter in Paradise - als Trezzini
- 2002 The Princess and the Pea - als Laird (stem)
- 2002 Sir Gawain and the Green Knight - als King Arthur
- 2002 The Pianist - als man van Janina
- 2002 Killing Me Softly - als baas van Alice
- 2001 The Cat's Meow - als Joseph Willicombe
- 2000 Shadow of the Vampire - als Wolfgang Müller
- 1998 Tale of the Mummy - als Young
- 1993 Resnick: Rough Treatment - als Alan Stafford
- 1992 The Cloning of Joanna May - als Tom
- 1989 Queen of Hearts - als man in varkens scene
- 1988 Rowing with the Wind - als Fletcher
- 1988 On the Black Hill - als Jim Watkins
- 1987 Empire State - als zakenman

### Televisieseries
Uitgezonderd eenmalige gastrollen.
- 2019 Carnival Row - als Ritter Longerbane - 2 afl.
- 2015 Jonathan Strange & Mr Norrell - als Lord Wellington - 4 afl.
- 2015 Penny Dreadful - als sir Geoffrey Hawkes - 2 afl.
- 2012 Hatfields & McCoys - als Perry Cline - 3 afl.
- 2011-2012 The Borgias - als Giovanni Sforza - 8 afl.
- 2011 The Jury - als Jonathan Bamford - 4 afl.
- 2009 The Bill - als Curtis Jensen - 2 afl.
- 2008 The Sarah Jane Adventures - als professor Nicholas Skinner - 2 afl.
- 2007 Rome - als Lepidus - 4 afl.
- 2005 Hex - als Mephistopheles - 4 afl.
- 2005 Waking the Dead - als dr. Jonathan Lynch - 2 afl.
- 1999-2000 The Scarlet Pimpernel - als Robespierre - 6 afl.
- 1998-2000 Canterbury Tales - als de schildknaap - 2 afl.
- 1998 Big Women - als Bull - 4 afl.
- 1995 The Buccaneers - als lord Richard Marabel - 5 afl.
- 1995 99-1 - als Loach - 4 afl.
- 1989 Traffik - als Lee - 3 afl.

### Computerspellen
- 2018 Thronebreaker: The Witcher Tales - als Demavend
- 2018 Shadows: Awakening - als Darius
- 2013 Assassin's Creed IV: Black Flag - als Joe
- 2009 Venetica - als Rangar

- Biblioteca Nacional de España: XX6204797
- Gemeinsame Normdatei: 1208661833
- International Standard Name Identifier: 0000 0003 7194 0190
- Library of Congress Control Number: no2010024151
- MusicBrainz: 3631950c-d97e-408e-920e-9274ea7335c3
- Nationale Bibliotheek van Israël: 987007322727805171
- Virtual International Authority File: 107420480
- WorldCat: E39PBJcgyRTKghHB3Vp9QbRFrq